# Dolichowithius extensus
Dolichowithius extensus es una especie de arácnido del orden Pseudoscorpionida de la familia Withiidae.

## Distribución geográfica
Se encuentra en Venezuela y Perú.